# Chuck Garric
Pour les articles homonymes, voir Garric.

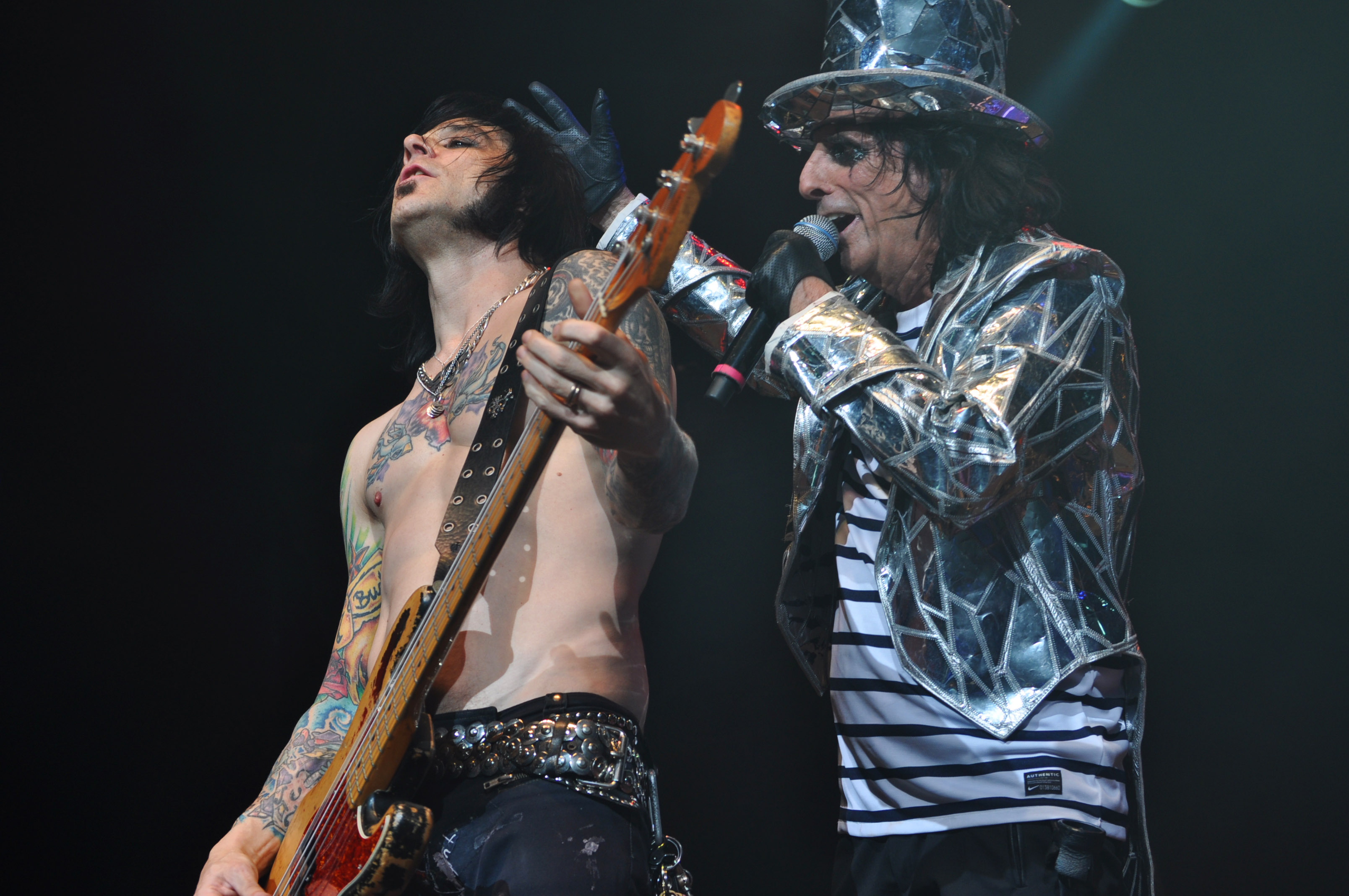
Chuck Garric avec Alice Cooper à Rennes en 2011.

Chuck Garric (né le 16 mai 1967) est un musicien américain, qui a occupé le poste de bassiste de plusieurs groupes célèbres : Turd, The Druts, L.A. Guns, Dio ou encore le groupe d'Eric Singer, Eric Singer's Project,,. Il devient membre d'Alice Cooper en 2002 et enregistre quatre albums studios entre 2003 et 2011.

## Discographie

### Alice Cooper
- 2003 : The Eyes of Alice Cooper
- 2005 : Dirty Diamonds
- 2008 : Along Came a Spider
- 2011 : Welcome 2 My Nightmare

### Autres musiciens
- 2008 : Scorpion Tales - George Lynch
- 2010 : Orchestral Mayhem - George Lynch
- 2011 : Rocked & Ripped - Bulletboys
- 2015 : Shred Force 1: The Essential MAB [5],[6] - Michael Angelo Batio